# Acceso múltiple por división de frecuencias ortogonales
El acceso múltiple por división de frecuencias ortogonales (OFDMA, del inglés orthogonal frequency-division multiple access) es la versión multiusuario de la conocida OFDM, multiplexación por división de frecuencias ortogonales. Se utiliza para conseguir que un conjunto de usuarios de un sistema de telecomunicaciones puedan compartir el espectro de un cierto canal para aplicaciones de baja velocidad. El acceso múltiple se consigue dividiendo el canal en un conjunto de subportadoras que se reparten en grupos en función de la necesidad de cada uno de los usuarios. 
Para conseguir una mayor eficiencia, el sistema se realimenta con las condiciones del canal, adaptando continuamente el número de subportadoras asignadas al usuario en función de la velocidad que este necesita y de las condiciones del canal. Si la asignación se hace rápidamente, se consigue cancelar de forma eficiente las interferencias co-canal y los desvanecimientos rápidos, proporcionando una mejor eficiencia espectral del sistema que OFDM.

## Características y principios de operación
Este método de acceso permite asignar un número diferente de subportadores a cada uno de los usuarios garantizando así, una diferente calidad de servicio (QoS) en función del ancho de banda asignado. Es decir, OFDMA permite establecer una velocidad de conexión y una probabilidad de error individualmente para cada usuario.
OFDMA se parece al CDMA (acceso múltiple por división de código) por emplear la tecnología del espectro separado, donde a cada transmisor se le asigna un código. Los usuarios pueden alcanzar diferentes velocidades de conexión gracias a un asignado factor que separa un código o un diverso número de códigos que se separan a cada usuario.
Podemos entenderlo como una combinación del OFDM con TDMA (acceso múltiple de división de tiempo), multiplicándonos diferentes usuarios mediante un acceso por división en tiempo. Los usuarios con poco volumen de información pueden enviar continuamente a baja velocidad de transmisión en vez de usar un portador de alta potencia pulsado.
OFDMA se puede también describir como un acceso donde repartimos los recursos en el espacio formado por el eje temporal y el eje frecuencial. Se asigna la información a lo largo de las subportadoras en la combinación del dominio frecuencial y el acceso múltiple en el dominio temporal (espacio tiempo-frecuencia).

## Puntos fuertes y puntos débiles

### Ventajas sobre CDMA
- OFDM puede combatir las interferencias de un modo más simple.
- OFDMA puede alcanzar una mejor eficacia espectral.

### Ventajas sobre OFDM con multiplexación en el dominio temporal
- Permite múltiples usuarios de forma simultánea si estos operan a baja velocidad.
- La potencia transmitida de los usuarios de baja velocidad también es pequeña.
- Consigue un retardo pequeño y constante.
- Se simplifica el acceso múltiple al canal, reduciendo la probabilidad de colisión.
- Mejora la robustez ante las interferencias.

### Ventajas de OFDMA
- Hace un promedio de las interferencias de las celdas vecinas, mediante el uso de diferentes combinaciones del portador entre los usuarios de otras celdas.
- Las interferencias dentro de la celda se promedian con la asignación de permutaciones cíclicas.
- Permite asociar la cobertura de una frecuencia a la red, dando una buena cobertura donde antes existía problemas.
- Ofrece una diversidad de frecuencias mediante la difusión de los portadores por todo el espectro utilizado.
- Permite la modulación adaptable para cada usuario QPSK, 16QAM, 64QAM y 256QAM.

## Aplicaciones y usos
Actualmente OFDMA se usa en el modelo de movilidad del estándar IEEE 802.16, conocido comercial-mente como WiMAX.
OFDMA también se está usando en un enlace de descarga mejorado para 3GPP que se llama HSOPA (High Speed OFDM Packet Access). 
También es uno de los candidatos para proporcionar el acceso en el IEEE 802.22, las conocidas "Wireless Regional Area Networks" (WRAN), de ser así sería el primer diseño de un sistema cognitivo de radio en las bandas bajas de VHF y las de UHF, es decir las bandas que comúnmente se usan para transmitir la televisión.
El término "OFDMA" es una marca registrada por Runcom Technologies Ltd.
OFDMA se utiliza en:
- El modo de movilidad del estándar IEEE 802.16 Wireless MAN, comúnmente contemplado como WiMAX.

- El estándar IEEE 802.20 de nombre Wireless móvil, comúnmente conocida como MBWA.

- El descendente de la 3GPP LTE (Long Term Evolution) estándar de cuarta generación para móviles. La interfaz de radio fue nombrada anteriormente HSOPA (High Speed OFDM Packet Access), ahora llamado E-UTRA (Evolved UMTS Terrestrial Radio Acces).

- El Qualcomm Flarion Technologies móvil Flash-OFDM.

- El ahora extinto proyecto Qualcomm/3GPP2 Ultra Mobile Broadband (UMB), concebido como un sucesor de CDMA2000, pero reemplazado por LTE.